# 2005年義大利公開賽
2005年義大利公開賽於2005年5月2日至5月16日在義大利羅馬舉行，是第62屆賽事，也稱羅馬大師賽。

## 冠軍

### 男子單打
決賽： 拉斐爾·納達爾 擊敗  吉列爾莫·科里亞（6–3、3–6、6–3、4–6、7–66）
- 這是納達爾今年第5個冠軍與生涯第6個冠軍。

### 女子單打
決賽： 阿梅莉·毛瑞斯莫 擊敗  帕蒂·施尼德（2–6、6–3、6–4）
- 這是毛瑞斯莫今年第2個冠軍與生涯第17個冠軍。

### 男子雙打
米卡埃爾·洛德拉 /  法布里斯·桑托羅 擊敗  鮑勃·布賴恩  /  邁克·布賴恩（6–4、6–2）

### 女子雙打
卡拉·布萊克 /  莉澤爾·許貝爾 擊敗  瑪麗亞·基里連科 /  安娜貝爾·梅迪娜·加里格斯（6–0、4–6、6–1）

## 外部連結
- 官方網站